# HC Bellerive Vevey
Der HC Bellerive Vevey war ein Schweizer Eishockeyverein aus Vevey im Kanton Waadt.

## Geschichte
Der HC Bellerive Vevey gewann im Jahr 1909 die erste offizielle Schweizer Meisterschaft. In allen sieben Spielrunden konnte sich Bellerive gegen die Gegner – alle ebenfalls aus der Westschweiz – durchsetzen und gewann den Titel mit dem Punktemaximum und einem Torverhältnis von 63:13.
In den folgenden vier Jahren gewann Bellerive noch zweimal, in den Jahren 1910 und 1911, den Vize-Meistertitel, bevor die Meisterschaft einmal wegen schlechten Wetters und ein Jahr darauf wegen Kriegsmobilisation nicht ausgetragen wurde. Erst 1917/18 fand sich der Verein wieder in den Ranglisten. Am 6. Januar 1918 gewann der HC Bellerive Vevey seinen ersten Titel der internationalen Meisterschaft. Im darauffolgenden Jahr errang man zwar den nationalen Titel, konnte aber den internationalen Titel nicht verteidigen, nachdem der Final verloren ging.
Zu einer Besonderheit kam es 1919/20, als Bellerive den Titel zur nationalen Meisterschaft, ohne zu spielen, gewann, da der Gegner (Akademischer EHC Zürich) nicht zum Final erschienen war. In der internationalen Meisterschaft stellte der HC Bellerive Vevey gleich zwei Teams, eines schied aber in der Vorrunde und das zweite in den Viertelfinals aus.
1920/21 stiess Bellerive zwar in beiden Meisterschaften in den Final vor, konnte aber keinen der beiden Titel gewinnen. 1926 fusionierte der HC Bellerive Vevey, der insgesamt drei Mal Schweizer Meister und einmal Sieger der internationalen Meisterschaft wurde, mit dem Villars HC zum Villars-Bellerive HC.